# Bourtange
Bourtange (Gronings: Boertange, verouderd De Betang) is een vestingdorp met aangrenzende moderne kom in de Nederlandse provincie Groningen, dat tussen 1580 en 1593 tijdens de Nederlandse Opstand is aangelegd. Bourtange ligt in de gemeente Westerwolde, in de gelijknamige streek. Het dorp is een beschermd stadsgezicht. Ten noordwesten van de vesting ligt de rest van de kom van de stad.
Tussen 1811 en 1821 was Bourtange een zelfstandige gemeente, waartoe in het beginjaar ook Ter Apel, Onstwedde, Sellingen, Vlagtwedde en Wedde behoorden. De eerste maire was Paulus Eckringa. In 1811 werden Vlagtwedde en Onstwedde afgesplitst. In 1821 ging Bourtange op in de gemeente Vlagtwedde, die in 2018 opging in de nieuwe gemeente Westerwolde.

## Geschiedenis

### Naam
Bourtange was oorspronkelijk een strategisch gelegen dekzandrug of tange die Westerwolde verbond met het Duitse achterland. 
De naam de Burtange (1530), op die Bertaing (1573), up Buertange (1584), op d'Boirtange (1593) of Bourtange (1612), soms verbasterd tot Bretaigne, verwijst naar de dekzandrug en is verwant met het woord tonge in landtong. Het Middelnederduitse woord (hus)tangen verwijst bovendien naar twee rijen funderingspalen, waartussen het fundament van een woning wordt opgericht. Het zou daarom gaan om een smalle landtong die was ingeklemd tussen de moerassen. Het voorvoegsel boer- zou kunnen betekenen dat er een bo(er), dat is een huis of schuur op de landtong was gebouwd. In Westerwolde duidt het woord boer echter vooral op het gemeenschappelijk bezit van de inwoners. Het woord boertange daarom te vergelijken met woorden als boermande, boermarke en boerveen.

### Ontstaan
Op Gerard Mercators kaart De Frisia occidentalis uit 1598 staat het hele gebied aangegeven als Op die Bertaing, een groote heyde.
Het smalle karrenspoor over de landtong liep door het Bourtangermoeras en was alleen in het zomerseizoen en bij vorst toegankelijk. Het pad moest geregeld worden versterkt met takkenbossen, heideplaggen en ander materiaal. Deze route (de Westerwoldinger weghe genoemd) maakte deel uit van de in 1457 ontworpen handelsroute tussen Groningen en Westfalen. Hij stond in verbinding met de Friese straatweg op de hoge, westelijke Eemsoever, die vanuit Emden via Rheine naar het zuiden liep. Het onderhoud van het karrenspoor was een gezamenlijke verantwoordelijkheid van de inwoners, die daarvoor geregeld moesten komen opdraven. Parallel aan deze route werd na 1483 een kanaal tussen de Westerwoldse Aa en de Eems gegraven (de Oude Gracht), dat echter vanwege geldgebrek en technische problemen niet voltooid werd.
Om de route te beveiligen en invallen vanuit het Duitse achterland tegen te gaan, besloot de Groningse stadhouder Karel van Egmond in 1530 hier een blokhuis (een klein fort) te bouwen. Of dit plan daadwerkelijk gerealiseerd is, is onbekend. In de beginjaren van de Nederlandse Opstand, namelijk in 1570, werden er opnieuw militairen gelegerd.

### Ontstaan van de vesting
In 1580 werd hier in enkele dagen een compleet fort gebouwd. De stad Groningen was toen onder leiding van stadhouder Rennenberg overgelopen naar het kamp van de Spaanse koning. Om de bevoorrading vanuit het Duitse achterland te blokkeren gaf Willem van Oranje daarom opdracht aan de overste Diederik Sonoy op de Bourtange een schans aan te leggen. De zogenoemde Snoeyschans was een versterking met vijf bolwerken, die echter wegens geld- en materiaalgebrek niet tijdig voltooid kon worden. In augustus werden de Staatse troepen onder leiding van graaf Filips van Hohenlohe verslagen, waarna de bezetting van de schans door Spaanse troepen werd verjaagd.
De passage over de Bourtange bleef in de daaropvolgende jaren verschoond van het meeste oorlogsgeweld. Juli 1581 verhinderden bewapende inwoners uit Bellingwolde en het Oldambt dat plunderende Spaanse ruiters via Bourtange naar de Ommelanden zouden trekken; het jaar daarop trokken plunderende troepen wel over de Burtange. De Groningers maakten vanaf 1584 een nieuw plan voor een vaarverbinding via Bourtange naar Heede, de Nije Schipvaart of Spanjaardsdiep, die opnieuw onvoltooid bleef. De resten daarvan waren nog in de 19e eeuw zichtbaar. Op een kaart van Cornelius Adgerus uit 1587 staat de voerwech oder wagenpadt over den Buretanggen nae Reede voor het eerst getekend.
In april 1593 bezetten Staatse troepen de passage door het moeras. De eerder begonnen schans werd nu in opdracht van stadhouder Willem Lodewijk van Nassau voltooid. De belangrijkste vestingbouwmeester die bij het project betrokken was, was de Friese ingenieur Pauwel Symonsz uit Bolsward. In 1594 werd ook de stad Groningen door de Staatse troepen veroverd, waarna de vesting Bourtange onderdeel werd van de grensverdediging van de drie noordelijke provincies Groningen, Friesland en Drenthe.
De vesting viel onder het gezag van de Staten van Friesland, die ook de predikant, de schoolmeester en andere beambten benoemde. De stad Groningen, die het gezag over Westerwolde uitoefende, had alleen iets over het buitengebied van de vesting te zeggen. Al snel na de bouw vestigden zich ook burgers binnen de vesting. Ten minste in 1597 had de vesting een eigen veldpredikant. Na de bouw van een garnizoenskerk in 1607 ontstond er een kerkelijke gemeente, die onder het gezag van de classis Oldambt viel.

### Versterkingen
In 1607 werd de vesting aan oostzijde uitgebreid met het kroonwerk Schuitendiep en aan noord- en westzijde met een tweetal ravelijnen. Ergens voor 1626 verrees aan noordzijde een stenen redoute (vanaf 1702 Bakoven genoemd) om de pas naar Rhede af te snijden. In 1638 werd deze pas helemaal onbruikbaar gemaakt.
In 1628 werd het Ooster Hoornwerk aangelegd en ergens later in de 17e eeuw het Zuider Hoornwerk.
Rond 1631 werd voor de watervoorziening naar de vesting en het nat houden van het Bourtangermoor de Nieuwe Ruiten Aa gegraven vanaf de Ruiten Aa bij Sellingen. Daarlangs werden 2 leidijken aangelegd om het water te leiden en in geval van oorlog het omringende gebied snel onder water te kunnen zetten.
De vesting  werd onder andere in 1665 tijdens de Eerste Münsterse Oorlog verbeterd. In 1668 werden de beide hoornwerken weer verwijderd.
De vesting werd opnieuw verbeterd tijdens de Tweede Münsterse Oorlog in 1672, toen Bernhard von Galen de stad Groningen belegerde. Om de watertoevoer naar de vesting te garanderen werd aanvankelijk de Sellingersloot – later Moddermansdiep genoemd – gegraven. Omstreeks 1672 werd tevens in de Ruiten Aa een dam van rijshout - de Rijsdam - aangelegd, die ervoor moest zorgen dat de omgeving van de vesting onder water bleef staan. 
In 1684 brandde de redoute Bakoven aan noordzijde af. De ruïnes waren in 1739 nog aanwezig. 
Tussen 1738 en 1742 werd de inmiddels vervallen vesting in opdracht van de Staten Generaal uitgebreid tot haar grootste omvang naar de inzichten van Menno van Coehoorn en een ontwerp van Peter de la Rive. Aan de oostzijde kwamen in 1739 tussen de half bastions van het kroonwerk ter plaatse van de vroegere hoornwerken twee ravelijnen en het glacis werd afgegraven. Opvallend aan de vesting is de vijfhoekige vorm. De veertien lindebomen op het marktplein markeren de zijden van het middelste pentagon.
In 1704 werd een nieuw kruitmagazijn gebouwd met een bijzondere constructie. Het dak ligt los op de muren, zodat bij een explosie het gehele gebouw niet uit elkaar zou spatten. Enkel het dak zou weggeblazen worden. Voorheen bestond een kruitmagazijn uit meters dikke muren en dito dak. 
Ergens voor 1788 werd ter plaatse van de vroegere redoute een nieuw schansje aangelegd. 
Nog in 1796 werd ten oosten van de lijn Bourtange-Abeltjeshuis langs de grens als extra verdedigingslinie een nieuw 600 meter lang retranchement met bastion en twee redans aangelegd. 

### Leven in de vesting
Door de vestiging van burgers in het verdedigingswerk Bourtange groeide de defensieve militaire stelling uit tot een dorp met een eigen en bijzondere militaire-burgerlijke samenlevingsvorm. Dergelijke samenlevingsvormen bleven tot in de 19de eeuw algemeen gangbaar in vestingen.
Binnen de vesting of “fortresse” zoals het verdedigingswerk door de oprichters en nog altijd in 1742 genoemd werd, waren tal van gebouwen neergezet ten behoeve van de militairen en de burgers.
- De commandant van de vesting had zijn eigen woning.
- De aparte officierslogementen stonden aan het Marktplein, het centrum van de vesting.
- De onderofficieren hadden een apart verblijf met eigen aanrecht en toiletten.
- De manschappen logeerden in kazernes, stenen gebouwen. Zij moesten gebruik maken van openbare toiletten, de secreten.
- De “convooymeester” had, net zoals de commandant van de vesting, een eigen woning. Hij was de man naast de bevelvoerende commandant. Hij was verantwoordelijk voor alle ondersteunende functies: de voorraden, de brouwerij, de beplantingen, het onderhoud.
- De provoost was de man die belast was met de handhaving van orde en tucht en verantwoordelijk voor het gevang. Ook hij had zijn eigen woning.
- Op het marktplein stond het gebouw voor de hoofdwacht met het “landshorlogie”.
- Op de wallen stonden houten schuilplaatsen voor de schildwachten. Die wachthuisjes werden sentinel genoemd.
- Op een van de bastions stond een windmolen om graan te malen. Tijdens belegeringen werd de molen ontmanteld. Het graan werd dan gemalen door een rosmolen binnen de wallen.
- De vesting had net zoals de oude boerderijen in Groningen en Drenthe een turfschuur, voor de opslag van het volumineuze turf, de toenmalige bron van energie.
- De vesting had sinds 1607 een protestants kerkje, de eerste nieuw gebouwde kerk in de provincie Groningen na de Reductie. De predikant die de religieuze diensten verzorgde had zijn woning aan de voet van het “pastoors”-bastion. Hij was tegelijk ook notaris. Een van zijn taken was desgevraagd aktes met huwelijksvoorwaarden op te stellen.
- De kinderen van militairen en burgers gingen naar de vestingschool.
- Verder waren er in de vesting ook woningen en werkplaatsen voor bakkers, slagers, smeden, timmerlui, kleermakers, schoenmakers, kaarsenmakers, een dokter, een vroedvrouw, kortom al de personen die nodig waren voor een gemengde militair-burgerlijke samenleving.

Het onmisbare water kwam uit gegraven waterputten. In de moerassige streek van Bourtange gaf dat geen probleem, behalve waar het de kwaliteit van het drinkwater betrof. Het bier van de brouwerij in het fort was alvast bacteriologisch drinkbaar.
Op de plattegrond van de fortresse van 1742, kan men binnen het kroonwerk kleine perceeltjes herkennen als moestuinen. Buiten het fort, aan de kant van Groningen, zijn binnen bedijkt gebied grotere percelen getekend: weiden en akkers.
Kaart van de vesting

#### Dagelijkse leven in de vesting

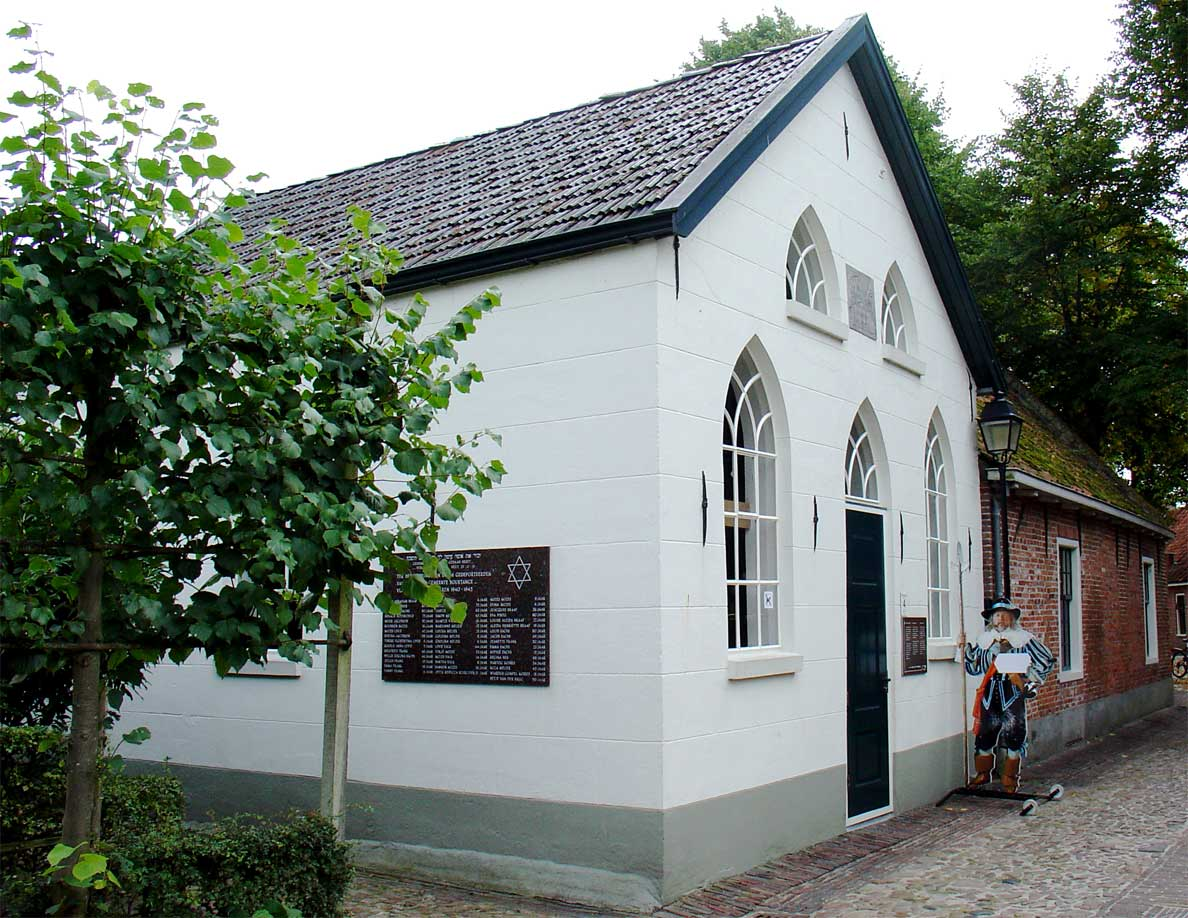
De voormalige synagoge (thans Joods Synagogaal Museum)

Het levensritme in de “fortresse” Bourtange werd bepaald door zijn militair karakter. 
- De dagindeling werd aangegeven door de trompetter van wacht die het uur aflas van de “landshorlogie” en op gezette tijden trompetsignalen liet schallen zoals “wekken”, “taptoe”, “doven van vuren en lichten”.
- De ambachtslui van Bourtange en andere burgers vervulden elke dag de taken die hoorden bij hun stand.
- De militairen liepen wacht, onderhielden de bewapening, hun uitrusting en de beplanting en begroeiing op de wallen, zorgden voor de paarden. Ongetwijfeld oefenden ze ook het bezetten van de toegewezen gevechtsposten. De weinige vrije tijd die hen gelaten werd brachten ze door met spel en drank, rondhangend op de pleinen, flanerend langs de straten en de wallen, wellicht ook met een of andere economische activiteit.
- Op zondagen vervulden allen, militairen en burgers, in de eerste plaats hun godsdienstige plichten. Bij bijzondere gelegenheden traden alle troepen van het fort aan op het Marktplein. Tweewekelijks werd markt gehouden op het Marktplein. Burgerpersoneel en inwoners uit de omgeving en vermoedelijk ook militairen konden er waren aanbieden en aankopen wat ze nodig hadden.
- Elke avond werd de wacht afgelost. Voorafgegaan door de trompetter van wacht marcheerde het opgaande gewapende wachtdetachement naar het marktplein. Daar was de afgaande wacht aangetreden. Beide wachten groetten elkaar en de afgaande officier van de wacht gaf de consignes, de bijzondere opdrachten, door aan de opgaande officier. Dan werden de schildwachten uitgezet en afgelost. Tot slot marcheerde de afgaande wacht af, defilerend voor de opgaande wacht, en begaf zich onder trompetgeschal naar zijn logement.
- Het “taptoe”-geschal, elke avond om acht of negen uur, betekende letterlijk dat geen bier meer mocht getapt worden of alcoholische dranken geschonken. Het was tevens het signaal voor alle inwoners van de vesting om de bedstee op te zoeken.

### Omgeving
Het buitengebied van de vesting werd voornamelijk als weide- en hooiland gebruikt. Iets wat vanaf 1738 langzamerhand steeds meer werd toegestaan. Ook werd er turf gestoken. In 1653 sloten de bewoners van Bourtange een verdrag met de eigenerfden van Wollinghuizen, waardoor een deel van de marke van Wollinghuizen aan die van Bourtange werd toegevoegd. In 1813 werd de marke eigendom van 34 particuliere eigenaren uit de vesting, die ieder twee koeien en een stuk jongvee in de marke mochten laten weiden. De marke was ruim 400 hectare groot. 
Als tuingrond waren aanvankelijk alleen delen van de bolwerken voorhanden. Vanaf 1738 werden ook akkertjes, tuinen en hooiveldjes aan de westkant van de vesting aangelegd, omringd door houtwallen. 
In 1816 werd een joodse begraafplaats aangelegd, die tegenwoordig ook wel 'Oude Jodenkerkhof' wordt genoemd.
Het eerste huis dat buiten de vesting werd gebouwd, was het Abeltjeshuis, een herberg uit 1724 bij de Münstersche Poort, die later de Münstersche Herberg werd genoemd. Op de plek van het huidige Plathuis, nabij de Vriesche Poort, verrees in 1738 een herberg, die aanvankelijk de Vriesche Herberg werd genoemd. 

### Verval

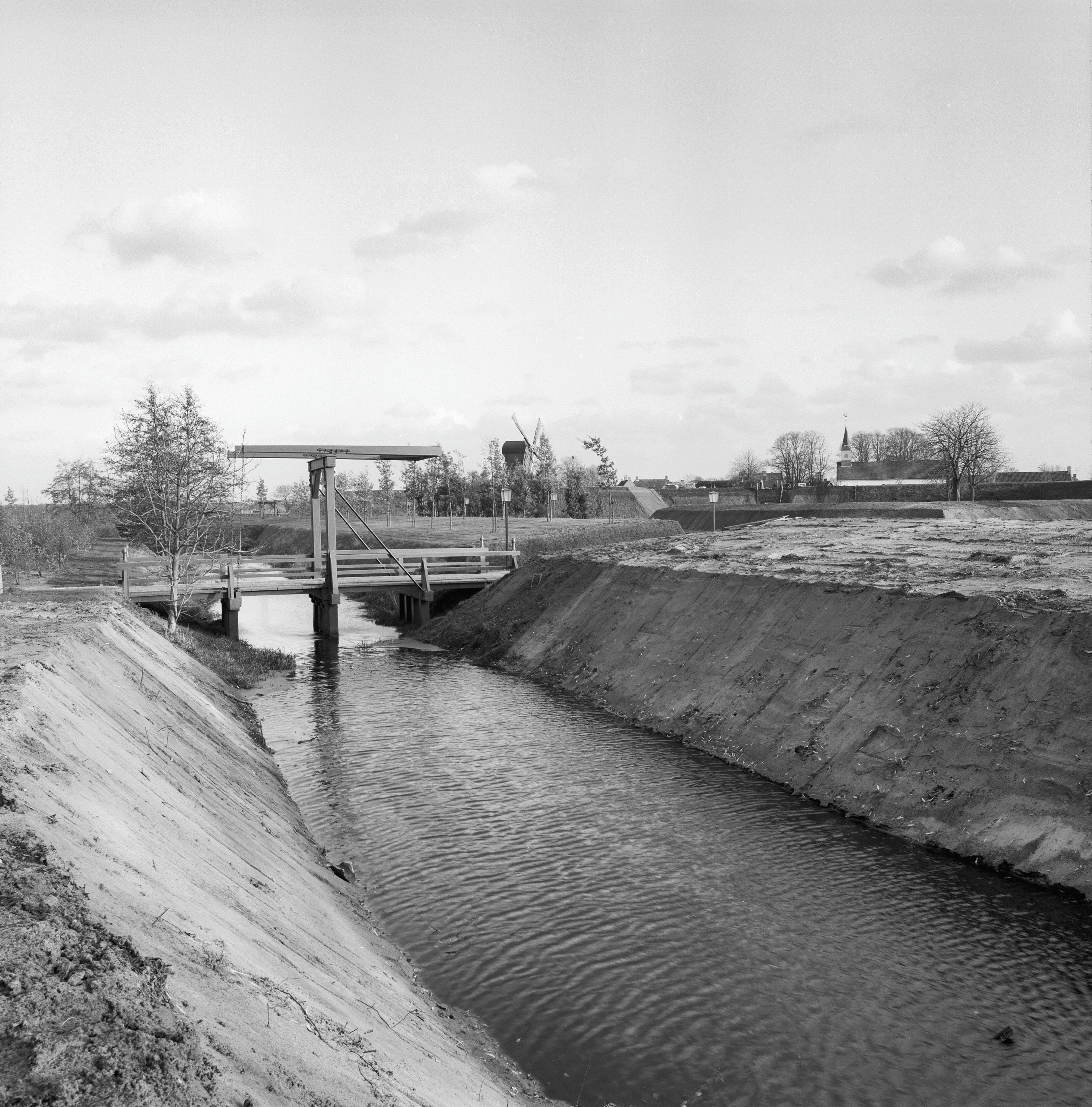
De reconstructie in volle gang (januari 1983))

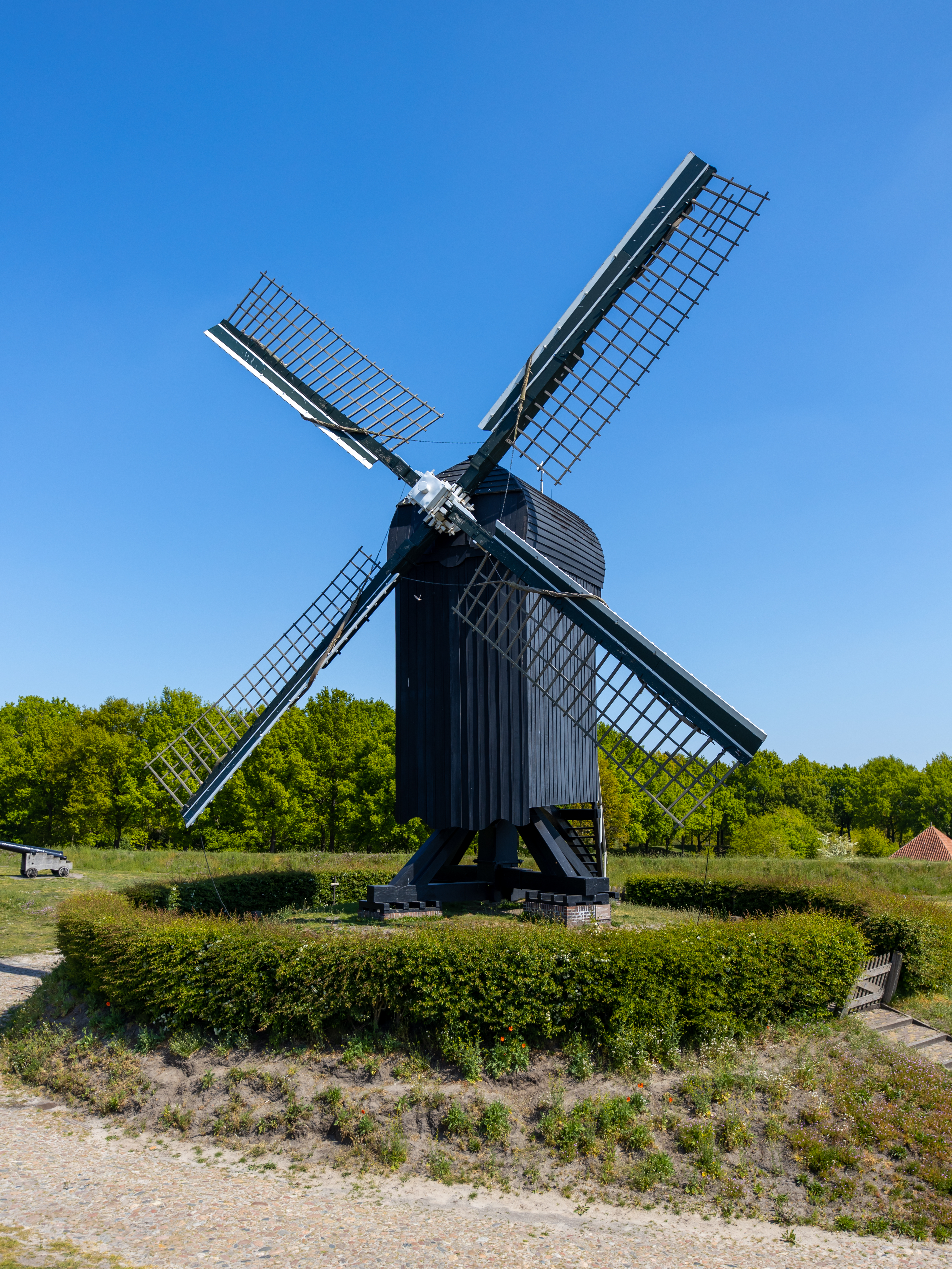
De Vestingmolen

Doordat het Bourtangermoeras steeds meer verdroogde ondanks maatregelen om dit te verhinderen, en de vuurkracht van geschut groter werd, nam de militaire betekenis van de vesting af. In het droge seizoen zouden de moerassen zelfs door boerenwagens te passeren zijn.
In 1851 werd de vesting officieel opgeheven. De gronden van de vestingwerken werden verkocht aan particulieren, die de vestingwallen slechtten en er de meeste grachten mee dempten. Alleen de westelijke buitengracht bleef over. Militaire gebouwen werden gesloopt of verbouwd voor andere doeleinden. De gronden van de marke werden onder de 57 gerechtigden verdeeld.   
Bourtange werd een agrarisch dorp, dat zich langzamerhand steeds verder uitstrekte buiten de oorspronkelijke vesting. Het dorp breidde zich vanaf de jaren 1930 uit met vrijstaande huizen langs de Vlagtwedderstraat en De Tuinen. Langs de Vlagtwedderweg werd ook een haventje aangelegd vanaf het Ruiten-Aa-kanaal.  
Het moeras aan oostzijde werd ontgonnen vanuit het nieuwe gehucht Pallert, dat nog in 1851 ontstond. Ook het gehucht Wollingboermarke ontstond vanuit Bourtange. Grootschalige ontginning van het moeras vond plaats toen de Ontginningsmaatschappij Vereenigde Groninger Gemeenten tussen 1934 en 1935 92 hectare rond de Pallert in cultuur liet brengen door middel van werkverschaffing. Omdat dit een relatief late ontginning was had het gebied in de plannen voor grootschalige ruilverkaveling rond Bourtange in de jaren 1960 en 1970 geen hoge prioriteit en ontsprong daardoor de dans. Wel werden een aantal percelen vergroot tijdens een latere landinrichting.  
Doordat de wegen gemeentelijk eigendom bleven, bleef de historische structuur van de vesting behouden. Lange tijd bleef er ook een kazerne actief. Tussen 1946 en 1954 was er ook een marechausseekazerne gevestigd. In 1961 verdween de aanwezige douanepost en even later ook de politiepost.  

### Reconstructie van de vesting
Rond 1960 vond steeds meer vergrijzing en ontgroening plaats in het dorp doordat door landbouwmechanisatie veel banen waren verdwenen. Het was geen plaats waar jongeren zich vestigden en de middenstand voelde zich bedreigd. Huizen verkrotten en landerijen rondom werden opgekocht door Duitsers. De bewoners wilden dat de gemeente in zou zetten op de vestiging van industrie, nieuwe wegen en huizen. Ten noorden van de Wedderstraat werd in die tijd reeds een nieuwbouwwijkje gebouwd.
Burgemeester Loopstra kwam in 1964 met een plan voor de reconstructie van de vesting. Hij zag wel kansen in het opkomende vreemdelingenverkeer (toerisme) van over de grens. Er werd door enthousiastelingen een werkgroep opgericht, waarin ook gemeentebestuur, Staatsbosbeheer, monumentenzorg, de Dienst Aanvullende Werken (opvolger van de DUW), de Provinciale Waterstaat, de Provinciale planologische dienst, de Groninger archeologische commissie, stichting Het Groninger Landschap, waterschap Westerwolde en het opbouworgaan Stichting Westerwolde. Al in 1965 kwam de werkgroep met het plan om de vesting terug te brengen in haar meest spectaculaire vorm van 1742. Om de sceptische bevolking mee te krijgen en zo ook de sloop van de vele latere woningen voor elkaar te krijgen werd de reconstructie gekoppeld aan een leefbaarheidsprogramma. Het dorp kreeg nieuwe bestrating, er werd riolering en een gasleiding aangelegd en het elektriciteitsnetwerk werd gemoderniseerd. Ook werd ingezet op restauratie van de panden.
In 1967 werd het dorp aangewezen als beschermd dorpsgezicht. Op 14 september 1968 werden de plannen gepresenteerd voor het herstel van de vestingwerken. Deze werden geraamd op 5,5 miljoen gulden. In 1993 was dit bedrag gestegen tot 40 miljoen. Het meeste geld werd betaald door monumentenzorg. Naast gemeente en provincie (die aanvankelijk niks in het plan zag) betaalden ook verschillende ministeries mee aan het plan.
De werkzaamheden omvatten onder andere de sloop (en soms volledige verplaatsing, zoals de school en de pastorie) of verbouwing van verschillende 'niet-originele'-woningen die tussen 1850 en 1960 waren verrezen, de opbouw van enkele historische panden, zoals de Vestingmolen en de bouw van drie bruggen. De doorgaande weg door het dorp moest worden omgelegd en de wallen in hun oorspronkelijke staat hersteld. De wegen in de vesting werden bestraat met keitjes en autoluw gemaakt. Plannen om een parkeergarage in de vestingwallen onder te brengen werden niet doorgezet. Aan westzijde van de vesting werd een grote parkeerplaats aangelegd voor de toeristen. Kanonnen werden aangevoerd vanuit verschillende locaties (onder andere Zierikzee en uit de tijd van de WIC) of nieuw gemaakt als replica's.
In 1971 begon de reconstructie, die zou duren tot in de jaren 2000 en werd geleid door oudheidkundige Gerrit Overdiep. De meeste werkzaamheden vonden plaats in de jaren 1970. Omdat alle grondaankopen op basis van vrijwilligheid moesten gebeuren duurde het lang voordat men het hele plan kon uitvoeren. Veel bewoners waren rond 1980 teleurgesteld: de werken waren nog niet af, de middenstand en de bevolking liep nog steeds terug en de dagjesmensen kwamen nog niet in grote getale.
In 1980 werd een replica van een standerdmolen geplaatst: de Vestingmolen. De oorspronkelijke molen staat sinds 1831 in Ter Haar.
Bij de Herinrichting Oost-Groningen en Gronings-Drentse Veenkoloniën werd een landschapsplan uitgewerkt voor het gebied. De moerasgebieden aan oostzijde werden onderdeel van het Natuurnetwerk Nederland, waarbij de gronden in eigendom overgingen naar het waterschap en stichting Het Groninger Landschap. Hier werd vanaf 2006 ook de door de stichters van de werkgroep Bourtange fel gewenste natte horizon opnieuw uitgegraven.
Al deze werkzaamheden wierpen langzamerhand hun vruchten af. Vanaf de jaren 1990 steeg het aantal toeristen snel. Tegenwoordig is Bourtange na het Groninger Museum de grootste toeristische trekpleister van de provincie Groningen.

## Bezienswaardigheden
De vesting is tegenwoordig een toeristische attractie van betekenis. Naast de op de hoornwerken na volledig gereconstrueerde vestingwerken vindt de bezoeker er diverse bezienswaardigheden: het Marktplein met eeuwenoude lindebomen, zes musea, een kaarsenmakerij, winkels en restaurants, een historisch hotel (de kamers zijn voorzien van een bedstede). Daarnaast is de vestingmolen herbouwd en is de rosmolen gereconstrueerd. In het zomerseizoen worden er historische evenementen in de vesting georganiseerd, waaronder een van de grootste historische slagnabootsingen van Nederland: de Slag om Bourtange.
De kerk van Bourtange bevat diverse overblijfselen van de oorspronkelijke vestingkerk. De synagoge, die dateert van 1842, werd in 1974 gerestaureerd en herbergt thans het Joods Synagogaal Museum.

## Verbindingen
Bourtange is bereikbaar via de N365. Ten westen van het dorp loopt het Bourtangerkanaal, een zijtak van het Ruiten-Aa-kanaal waarin zich ter hoogte van het dorp de Bourtangersluis bevindt.
Openbaar vervoer
- Op 14 minuten loopafstand van de vesting bevindt zich een halte van Qbuzz lijn 72: Winschoten - Ter Apel - (Emmen)

- Musketiers en piekeniers
- Geschutvuur

## Geboren in Bourtange
- Sixtus Gerhardus Eckringa (1785-1876), burgemeester van Wedde
- Pieter Eibergen (1889-1972), geograaf en uitgever
- Harm Meijer (1919-1988), regionalist en oprichter van de politieke partij Grönneger Bond

## Trivia
- Betanger gold (Bourtanger goud) is een spottende uitdrukking voor verguldsel.